# 福德站 (泉州市)
福德站是一个漳泉肖铁路上的铁路车站，位于福建省泉州市安溪县感德镇福德村，建于1970年，目前为四等站，邮政编码为362415。车站于2014年12月10日起不再办理客运业务，目前仅办理金属矿石、非金属矿石发送，办理职工通勤业务。